# Comté de Hubbard
Le comté de Hubbard est situé dans l’État du Minnesota, aux États-Unis. Il comptait 18 376 habitants en 2000. Son siège est Park Rapids.